# Баранцев, Рэм Георгиевич
Рэм Георгиевич Баранцев (02.10.1931 — 20.08.2020) — советский, российский учёный, математик, специалист в области газовой динамики и философ, лауреат Государственной премии СССР 1973 года за работы в области аэродинамики.

## Биография
Родился 2 октября 1931 года в городе Киров (Кировская область) в крестьянской семье. Детство провёл в селе Верходворье. Окончил среднюю школу с золотой медалью.
Окончил Ленинградский государственный университет (1954) и аспирантуру на кафедре гидроаэромеханики (1957). Работал там же: ассистент (1957—1959), доцент (1959—1968), профессор (с 1969).
Доктор физико-математических наук (1966). В 1970 году прошёл стажировку в Имперском колледже Лондонского университета.
На математико-механическом факультете ЛГУ читал курсы лекций: гидромеханика, газодинамика, аэродинамика разреженных газов, трансзвуковая газодинамика, гиперзвуковая аэродинамика, взаимодействие газов с поверхностями, асимптотические методы в механике жидкости и газа.
Чтение лекций в других городах: Киров, Днепропетровск, Симферополь, Пенза, Ульяновск, Владивосток, Иркутск, Новосибирск, Красноярск, Киев, Минск, Рига. Заграничные приглашения: Венгрия — 1962, Польша — 1968, 1975, 1994, Англия — 1970, Китай — 1996, 2002. Германия — 1997, Чехия — 1997, 1998, Франция — 2005, Швейцария — 2007, Финляндия — 2009.
Научные достижения: точное решение краевых задач для уравнения Чаплыгина, строгая асимптотика тонкого ударного слоя, локальный метод аэродинамического расчёта в разреженном газе, постановка и решение задачи рассеяния на шероховатой поверхности, дефиниция асимптотических методов, метод порядковых уравнений, асимптотическое обобщение метода Фурье, семантический архетип системной триады, принцип неопределённости-дополнительности-совместности, системная триада синергетики.
Внёс существенный вклад в развитие Асимптотологии (Asymptotology). Об этом сам Р. Г. Баранцев писал так: «Асимптотология — (от греч. asymptotos — несовпадающий и logos — учение) — теория приближений, не переходящих в совпадения. Американский математик Мартин Крускал ввёл этот термин в 1963 году, назвав так искусство обращения с прикладными математическими системами в предельных случаях. Асимптотология служит для упрощения задач и их решений вблизи особенностей с возрастанием точности по мере приближения к особенности. В заданной конечной области точность асимптотического решения всегда ограничена. Эта неустранимая неточность как раз и заставляла относить А. скорее к искусству, чем к науке. Однако требование предельной точности, уместное по отношению к моделям, чрезмерно по отношению к реальным объектам. В новой парадигме, свободной от детерминизма, прежний недостаток А. становится её преимуществом, открывая путь к мягкой математике».
Исследователь и комментатор научного наследия А. А. Любищева.
Обширное эпистолярное наследие Р. Г. Баранцева, его переписка со многими известными деятелями науки и культуры, изданная в 7 томах, несомненно будет представлять интерес как характеристика эпохи, её достижений и заблуждений.
Похоронен на Смоленском православном кладбище Санкт-Петербурга (3-я Петровская дорожка).

### Цитата
Из книги Виктора Бакина «Просёлки памяти» 

…Послал я однажды уважаемому профессору в Питер вопросник, чтобы побольше узнать о Рэме Георгиевиче как человеке: что любит, во что верит… Тем более близился юбилей. Отозвался он оперативно, назвав своё послание ответником. Приложил и достаточно парадное фото. И подписался «Ваш Р. Г. Б.» Вот этот памятный документ.
Ответник.
—	возраст: 80 лет
—	родители: Баранцев Георгий Терентьевич, Баранцева (Плюснина) Юлия Семёновна
—	образование: высшее, ЛГУ в 1954 г.
—	послужной список: ассистент, доцент, профессор матмех- факультета СПб ГУ (ЛГУ)
—	знак зодиака: Весы
—	самое яркое воспоминание детства: начало войны в 1941 г.
—	самое недавнее достижение: Сила как философская категория
—	самая недавняя потеря: хорошая память
—	самый ценный совет, который вы получили в своей жизни: не выпендриваться
—	самое неприятное решение, которое приходилось принимать на работе: зачёт слабым
—	какую цель вы ставите в своём нынешнем положении? Уйти достойно
—	собственником чего вы являетесь? Книги и личные вещи
—	политическая ориентация: вне экстремизма
—	семейное положение: разведён
—	работа, о которой мечтали: научная
—	ощущение, которое хотелось бы испытать: радость достижения
—	ощущение, которого хотелось бы избежать: страх
—	влияние кого из современников вы испытали в наибольшей степени: А. И. Солженицын
—	любимое время года: осень
—	историческая личность, которая вас особенно интересует: Герман Лопатин
—	любимый праздник: Новый год
—	любимая песня: «Эхо» в исполнении Анны Герман
—	ваш девиз, которого придерживаетесь в жизни: из двух зол выбирать третье
—	самое поразительное впечатление во время зарубежной поездки: люди — такие же
—	рост, вес: 164 см, 64 кг
—	любимый цвет рубашки: фиолетовый
—	любимое блюдо: блинчики
—	любимый спиртной напиток: коньяк
—	самый дорогой вам автограф из домашнего архива: письма отца с фронта
—	любимое место отдыха: лес
—	любимый тост: будем здоровы!
—	любимое спортивное занятие: туризм
—	любимый фильм: «Белое солнце пустыни»
—	книга, которую вы сейчас читаете: «Фрактал»
—	любимый художник: Ренуар
—	что цените в женщинах? Нежность
—	что цените в мужчинах? Благородство
—	самый памятный подарок, который вы получили в своей жизни: сама жизнь
—	любимый цветок: ромашка
—	ваше любимое место на вятской земле (в Вятке): вид на реку с крутого берега
—	вы верите в приметы? Бывает
—	ваше мнение о президенте: дай Бог держаться на должном уровне
—	ваше отношение к религии: хочется верить в высший разум
—	любимый цвет: зелёный
—	любимое слово в русском языке: хлеб
—	любимая телепередача: «Романтика романса»
—	любимая одежда: спортивная
—	в России две беды, как в своё время заметил классик, — дураки и дороги. В чём сегодня беда России? Коррупция.
—	ваше пожелание себе, стране, миру: себе — держаться на ногах до самого конца, стране — благоденствия,
миру — перейти к тернарной парадигме.
Сколько ни просил я в дальнейшем детализировать ответы, расписать их хотя бы в два-три предложения, Рэм Георгиевич стойко молчал. Лишь последний всё же расшифровал (не каждый же знает, что такое парадигма, тем более тернарная) и расширил так: миру — перейти от бинарной парадигмы к тернарной, или, иными словами, от вражды к сотрудничеству.
— «Просёлки памяти» «Ваш Р.Г.Б.»

## Научные публикации
Автор и соавтор 5 монографий, 5 учебных пособий. В числе публикаций:
- Баранцев Р. Г. Лекции по трансзвуковой газодинамике. Л.: Издательство Ленингр. университета, 1965, 216 с.
- Баранцев Р. Г. Взаимодействие разреженных газов с обтекаемыми поверхностями. М.: Наука, 1975. 344 с.
- Баранцев Р. Г. Аналитические методы в динамике разреженных газов // Итоги науки и техники. Серия: Механика жидкости и газа. Том 14. М.: ВИНИТИ, 1981, с. 3-65.
- Баранцев Р. Г. Гиперзвуковая аэродинамика идеального газа. Л.: издательство ЛГУ, 1983. 116 с.
- Баранцев Р. Г., Энгельгарт В. Н. Асимптотические методы в механике жидкости и газа. Л.: Издательство ЛГУ, 1987. 89 с.
- Андрианов И. В., Баранцев Р. Г., Маневич Л. И. Асимптотическая математика и синергетика. М.: УРСС, 2004, 304 с.
- Баранцев Р. Г. Избранное. М.-Ижевск: РХД, 2010. 489 с.
- Баранцев Р. Г. Люди в письмах. Т. 1-7. М.-Ижевск: РХД, 2007—2009.

### Основные статьи
- Баранцев Р. Г. К перестройке мышления в науке // Математические методы и модели. Ульяновск, с. 8—10
- Баранцев Р. Г. О духовном наследии А. А. Любищева // Реальность и субъект. Т.3, я1-2, с. 154—155.
- Баранцев Р. Г. Преодоление бинаризма в развитии ноосферного мышления // Проблема развития в гуманитарном и социально-экономическом знании. СПб, с. 6—8.
- Баранцев Р. Г. О смене научной парадигмы // Новое сознание и образование. СПб, с. 2.
- Баранцев Р. Г. Универсальная семантика триадических структур в науке-искусстве-религии // Языки науки — языки искусства. Суздаль, с. 17.
- Баранцев Р. Г. О месте России в семантическом пространстве социума // 2-й Российский философский конгресс. Екатеринбург, т. 2, часть 1, с. 128—130.
- Баранцев Р. Г. Нелинейность-когерентность-открытость как системная триада синергетики // Мост, я 29, с. 54—55.
- Баранцев Р. Г. Преодоление бинаризма в ситуациях морального выбора // 11-е Любищевские чтения. Ульяновск, с. 41—44.
- Баранцев Р. Г. О тринитарной философии в университете города Бамберга // Реальность и субъект. Т.3, я 3—4, с. 213—214.
- и другие научные работы.

## Титулы, награды и премии
Лауреат Государственной премии СССР 1973 года за работы в области аэродинамики.
Член Санкт-Петербургского математического общества с 1960 года.
Член Международной Украинской академии оригинальных идей с 1993 года.
Член Исполкома Международной лиги защиты культуры с 1996 года.
Член Научного совета Союза Учёных С-Петербурга с 1999 года.
Член Российской Народной Академии наук с 2002 г.
Член Российской Академии Естественных наук с 2003 г.
Член Санкт-Петербургского философского общества с 2004 г.